# Юнаево
Юнаево (баш. Юнай) — деревня в Зианчуринском районе Республики Башкортостан Российской Федерации. Входит в состав Утягуловского сельсовета.

## География

### Географическое положение
Расстояние до:
- районного центра (Исянгулово): 81 км,
- ближайшей ж/д станции (Кувандык): 46 км.

## Население
| 1939 | 1959 | 1970 | 1979 | 1989 | 2002 | 2009 |
| ---- | ---- | ---- | ---- | ---- | ---- | ---- |
| 332  | ↘321 | ↗372 | ↘301 | ↘216 | ↗235 | ↘232 |
| 2010 |      |      |      |      |      |      |
| ↘183 |      |      |      |      |      |      |

Национальный состав
Согласно переписи 2002 года, преобладающая национальность — башкиры (98 %).